# Ferrisia malvastra
Ferrisia malvastra är en insektsart som först beskrevs av Mcdaniel 1962.  Ferrisia malvastra ingår i släktet Ferrisia och familjen ullsköldlöss. Inga underarter finns listade i Catalogue of Life.